# Petaloproctus cirratus
Petaloproctus cirratus är en ringmaskart som beskrevs av Monro 1937. Petaloproctus cirratus ingår i släktet Petaloproctus och familjen Maldanidae. Inga underarter finns listade i Catalogue of Life.